# 窮人 (小說)
《穷人》（羅馬化：Bednye lyudi）是费奥多尔·米哈伊洛维奇·陀思妥耶夫斯基的第一部小说，写于1844年至1845年的9个月时间里。当时他因赌博成瘾，生活方式过分奢侈，而陷入财务困境。虽然他翻译了一些外国小说，但收入微薄，因此他决定写一本自己的小说来筹集资金。
《穷人》是一部书信体小说，受果戈里、普希金、卡拉姆津，以及英国和法国作家的作品影响，以两个主要人物杰符什金和瓦莲卡之间的书信形式写成。小说展示了穷人的生活、穷人与富人的关系，以及总体上的贫困，这些都是自然主义文学的共同主题。男女主人公之间建立了深厚而奇怪的友谊，直到瓦莲卡对文学失去兴趣，后来，一个富有的鳏夫拜科夫向她提出求婚之后，与杰符什金进行交流。
评论家称赞《穷人》的人道主义主题。维萨里昂·格里戈里耶维奇·别林斯基称该小说为俄国的第一部社会小说，亚历山大·伊万诺维奇·赫尔岑称其为社会主义著作，但其他评论家批评它的模仿并加以讽刺。陀思妥耶夫斯基最初将小说发表在倾向自由主义的杂志《祖国年鉴》上，1846年1月15日出版后，在全国范围内取得了巨大的成功。其中的一部分由威廉·沃尔夫森翻译成德语发表。第一个英文译本于1894年在伦敦出版。

## 本書摘要

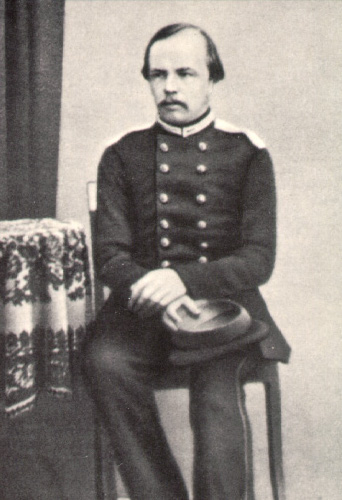
Dostoyevsky as an engineer

陀思妥耶夫斯基的小说《穷人》追踪了马卡尔·杰乌什金和芭芭拉·多布罗斯洛娃之间的关系。这两个角色最初住在一家旅馆的一间房里，通过写信互相交流。尽管马卡尔知道芭芭拉生活条件的艰难，他仍然给她买了些小礼物。
小说中充满了他们讨论日常事务的信件。马卡尔抱怨街上看到的饥饿孩子的情况，同时与戈尔什科夫一家生活在一起，而这家的父亲失去了工作。马卡尔注意到戈尔什科夫孩子们的沉默，并为他们感到难过。芭芭拉建议过一种平静而简单的生活。
芭芭拉向马卡尔讲述了她的过去。父亲失业后，芭芭拉搬到了圣彼得堡，与一个无情的房东安娜·西奥多罗夫娜住在一起。芭芭拉爱上了一位老师波克罗夫斯基，并为了给他买下普希金的全部作品而攒钱。然而，波克罗夫斯基的去世和母亲的离世让芭芭拉的生活变得艰难。
最后，一个富有的男人布维科夫回来向芭芭拉求婚。芭芭拉告诉马卡尔她必须离开，而马卡尔同意了。戈尔什科夫一家在赢得一场官司后变得富有。

在芭芭拉离开后，马卡尔计划搬进她的房间，但他知道嫁给一个富人是更好的选择。小说真诚地描述了这两个角色生活中的困难和他们的关系。